# Sevilla
Sevilla er en by og kommune i det sydlige Spanien i provinsen Sevilla. Den har et indbyggertal på 687.488 (2024) indbyggere. Sevilla gennemløbes af floden Guadalquivir. Den er hovedstad i Andalusien og i provinsen Sevilla.
Sevilla kaldes af mange for Spaniens stegepande grundet de meget varme somre og det flade landsskab i regionen, hvori den ligger. Turister kan stadig nyde byens middelalderstemning med snoede gader og utallige gågader. Sevilla har en rig historie, som også den dag i dag afspejler sig i form af romerske, kristne, mauriske og selvfølgelig mere moderne bygningsværker. La Giralda, en maurisk minaret fra det 11. århundrede, fremstår i dag som Sevillas vartegn. Sevilla Katedral er rent teknisk den største i verden, den påbegyndtes i 1402 og stod færdig 104 år senere. Katedralen er overdådigt udsmykket og indeholder de jordiske rester af Christoffer Columbus.

## Verdensudstillinger
Sevilla har to gange været værtsby for en verdensudstilling. Første gang var i 1929, hvor en ny bydel blev skabt i forbindelse med María Luisa-parken. Anden gang var i 1992, hvor udstillingen blev lagt i byens nordlige ende langs med floden.

## Carmen
Den berømte franske opera Carmens handling finder sted mange steder i byen, bl.a. arbejder hovedpersonen på den nu tidligere tobaksfabrik, i dag byens universitet.

## Fodbold
Sevilla FC vandt d. 10. maj 2006 UEFA Cuppen, klubbens første pokal i over 50 år. Året efter gentog klubben bedriften, da de endnu en gang vandt UEFA Cuppen. I 2014, 2015 og 2016 vandt klubben Europa League, hvilket gør dem til den klub der har vundet turneringen flest gange.
Fra 2006-2008 har den danske landsholdspiller Christian Poulsen spillet for klubben. I 2015 hentede Sevilla FC danske Michael Krohn-Dehli fra Celta Vigo. Og i 2017 skiftede også landsholdsspilleren Simon Kjær til klubben.
Sevilla FC har hjemmebane på Estadio Ramon Sanchez Pizjuan med plads til 45.500 tilskuere, og har vundet La Liga en enkelt gang.
Sevilla huser også en anden storklub, omend lidt mindre succesfuld, der hedder Real Betis. Klubben har hjemmebane på Estadio Benito Villamarin med plads til 60.720 tilskuere.

## Klima
Sevilla har middelhavsklima med meget varme somre og milde vintre. Næstefter nabobyen, Cordoba, har byen den varmeste sommer på det Europæiske kontinent. Sevilla bliver i Spanien populært kaldt for Spaniens bageovn. Temperaturer over 40 grader celsius i skyggen forekommer flere dage om året (Köppens klimaklassifikation Csa). Under hedebølgen i 2003 måltes der 48 graders celsius i skyggen.
| Vejr for Sevilla                                                                             | Vejr for Sevilla | Vejr for Sevilla | Vejr for Sevilla | Vejr for Sevilla | Vejr for Sevilla | Vejr for Sevilla | Vejr for Sevilla | Vejr for Sevilla | Vejr for Sevilla | Vejr for Sevilla | Vejr for Sevilla | Vejr for Sevilla | Vejr for Sevilla |
|                                                                                              | Jan              | Feb              | Mar              | Apr              | Maj              | Jun              | Jul              | Aug              | Sep              | Okt              | Nov              | Dec              | År               |
| -------------------------------------------------------------------------------------------- | ---------------- | ---------------- | ---------------- | ---------------- | ---------------- | ---------------- | ---------------- | ---------------- | ---------------- | ---------------- | ---------------- | ---------------- | ---------------- |
| Gennemsnitlig maks °C                                                                        | 15,9             | 17,9             | 21,2             | 22,7             | 26,4             | 31               | 35,3             | 35               | 31,6             | 25,6             | 20,1             | 16,6             | 24,9             |
| Gennemsnitlig °C                                                                             | 10,6             | 12,2             | 14,7             | 16,4             | 19,7             | 23,9             | 27,4             | 27,2             | 24,5             | 19,6             | 14,8             | 11,8             | 18,8             |
| Gennemsnitlig min °C                                                                         | 5,2              | 6,7              | 8,2              | 10,1             | 13,1             | 16,7             | 19,4             | 19,5             | 17,5             | 13,5             | 9,3              | 6,9              | 12,7             |
| Gennemsnitlig nedbør mm                                                                      | 65               | 54               | 38               | 57               | 34               | 13               | 2                | 6                | 23               | 62               | 84               | 95               | 533              |
| Kilde (august 2010): World Meteorological Organization (UN), Agencia Estatal de Meteorología |                  |                  |                  |                  |                  |                  |                  |                  |                  |                  |                  |                  |                  |